# Mensch und Tier: Lexikon der Tierschutzethik
Das Buch Mensch und Tier: Lexikon der Tierschutzethik (herausgegeben im Jahr 1987 von Gotthard M. Teutsch im Verlag Vandenhoeck & Ruprecht, Göttingen) ist ein wissenschaftliches Fachlexikon im Taschenbuch-Format.
Elisabeth Teutsch übergab nach dem Tod ihres Mannes die digitalen Nutzungsrechte an dem Lexikon der Erna-Graff-Stiftung für Tierschutz, die das vergriffene Werk als „Meilenstein in der Tierschutzethik“ bezeichnet und frei verfügbar und in digitaler Form auf der Website der Stiftung anbietet.

„Das Lexikon bemüht sich um Gerechtigkeit für Menschen und Tiere. Es vermittelt … Information. Aber es will nicht nur Fakten aufzählen und Konzepte referieren, sondern anhand dieses Materials auch einsehbar machen, dass die Solidarität mit den Leidenden dieser Welt nicht an der Artengrenze aufhört.“

## Herausgeber
- Gotthard Martin Teutsch, (* 13. Dezember 1918; † 19. April 2009 in Bayreuth) war ein deutscher Soziologe und Philosoph.

## Ausgabe
- 1987: Mensch und Tier: Lexikon der Tierschutzethik, Verlag: Vandenhoeck & Ruprecht, Göttingen und Zürich, 301 S., ISBN 978-3-525-50171-9